# Diacyclops bernardi
Diacyclops bernardi – gatunek widłonoga z rodziny Cyclopidae, nazwa naukowa gatunku została po raz pierwszy opublikowana w 1986 roku przez macedońskiego biologa Trajana Kirila Petkowskiego z "Prirodonaucen Muzej na Makedonija" (maced. Природонаучен музеј на Македонија) w Skopje. Gatunek ten został ujęty w Katalogu Życia.